# Спасское сельское поселение (Орловская область)
Спасское се́льское поселе́ние — упразднённое муниципальное образование в Орловском районе Орловской области Российской Федерации.
Административный центр — село Бакланово.

## История
Статус и границы сельского поселения установлены Законом Орловского области от 28 декабря 2004 года № 466-ОЗ «О статусе, границах и административных центрах муниципальных образований на территории Орловского района Орловской области».
Законом Орловской области от 04.05.2021 № 2596-ОЗ к 15 мая 2021 года упразднено в связи с преобразованием муниципального района в муниципальный округ.

## Население
| 2010 | 2012 | 2013 | 2014 | 2015 | 2016 | 2017 |
| ---- | ---- | ---- | ---- | ---- | ---- | ---- |
| 761  | →761 | ↘745 | ↗748 | ↘734 | ↘720 | ↘710 |
| 2018 | 2019 | 2020 | 2021 |      |      |      |
| ↘700 | ↘683 | ↘678 | ↘532 |      |      |      |

## Состав сельского поселения
| № | Населённый пункт | Тип населённого пункта       | Население |
| - | ---------------- | ---------------------------- | --------- |
| 1 | Бакланово        | село, административный центр | ↘654      |
| 2 | Булгаково        | деревня                      | 1         |
| 3 | Муравейник       | посёлок                      | 8         |
| 4 | Поветкина        | деревня                      | 13        |
| 5 | Спасское         | село                         | 64        |
| 6 | Широкая Кулига   | посёлок                      | 19        |